# Nycticeius
Nycticeius är ett släkte av fladdermöss som ingår i familjen läderlappar.

## Utseende
Dessa fladdermöss når en kroppslängd (huvud och bål) av 45 till 65 mm, en svanslängd av 36 till 41 mm samt en vikt mellan 6 och 12 g. Underarmarna är 34 till 38 mm långa. Pälsen har en brun färg och är på undersidan ofta ljusare. Jämförd med släktet Myotis har arterna mera avrundade öron och tragus. Nycticeius skiljer sig även i avvikande detaljer av skallens konstruktion från andra läderlappar.

## Ekologi
Levnadssättet är främst känt för arten Nycticeius humeralis. Den hittas ofta i skogsgläntor och i kultiverade landskap. Individerna vilar i bergssprickor, i byggnader, i trädens håligheter och under lösa barkskivor. Liksom de flesta fladdermöss är de aktiva på natten. De jagar efter olika insekter. I fångenskap åt de även fågelägg, daggmaskar och mos av frukter eller grönsaker.
Populationer av Nycticeius humeralis som lever i tempererade områden flyger före vintern till varmare regioner. Ibland vandrar de 550 km. Parningen sker före vintern och sedan lagras hanens sädesceller i honans könsdelar. Äggens befruktning äger under våren rum. Före ungarnas födelse bildar honor kolonier som är skilda från hanarna. En kull har vanligen två och sällan upp till fyra ungar. Ungefär 6 veckor efter födelsen lämnar de unga hanarna kolonin. Livslängden är allmänt två år och ibland upp till fem år.

## Systematik
Enligt Mammal Species of the World och IUCN utgörs släktet av följande arter:
- Nycticeius aenobarbus, är bara känd från en enda individ, den fångades troligen i Sydamerika.
- Nycticeius cubanus, i Kubas nordvästra del.
- Nycticeius humeralis, östra Nordamerika.

Tidigare räknades även några arter från Afrika och Australien till släktet. De flyttades till släktena Nycticeinops, Scoteanax respektive Scotorepens. Artnamnet Nycticeius emarginatus är ett synonym till den asiatiska arten Scotomanes ornatus.